# 風連鍾乳洞

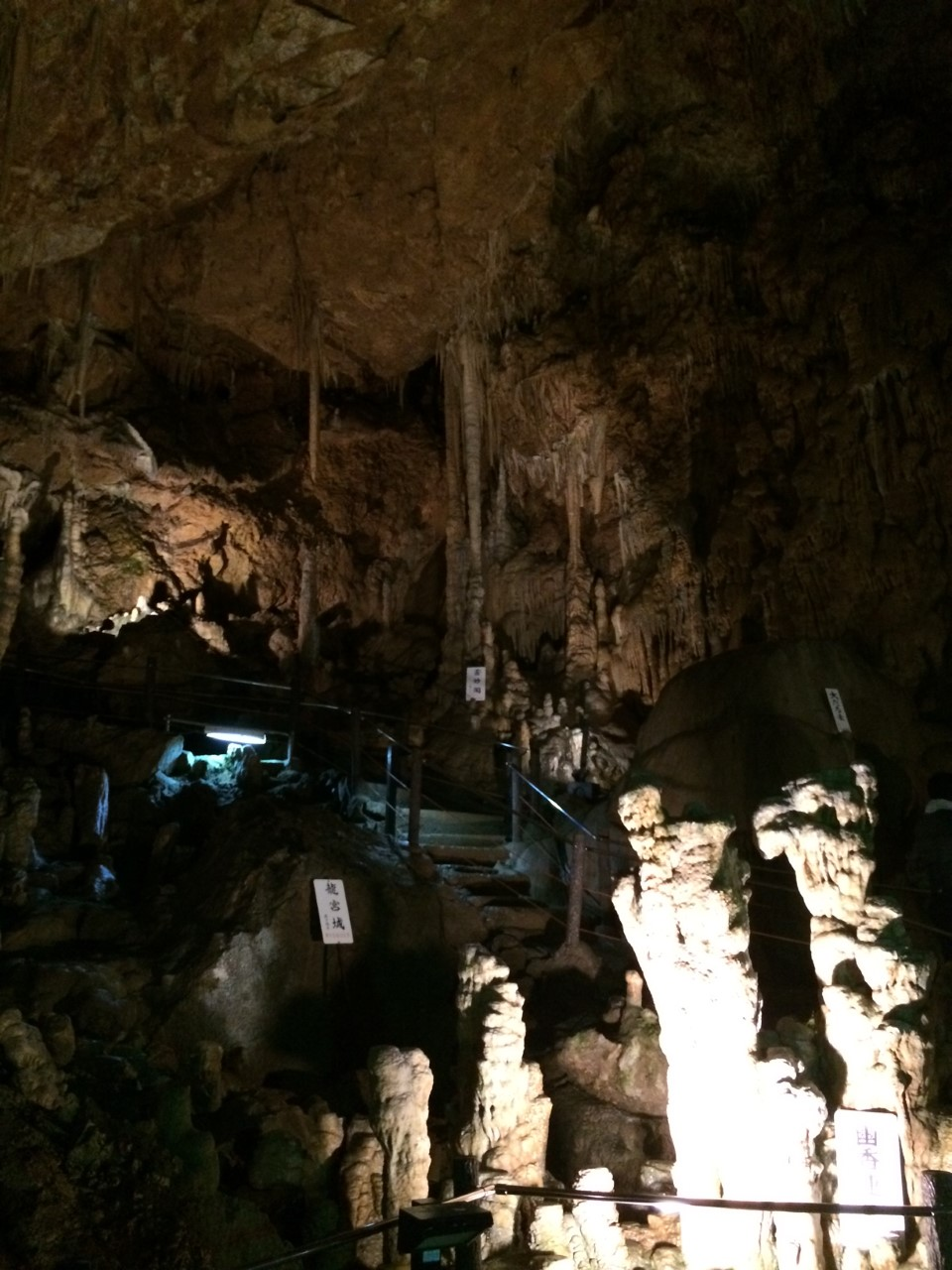
風連鍾乳洞内部（2014年5月）

風連鍾乳洞（ふうれんしょうにゅうどう）は、大分県臼杵市野津町大字泊の国道10号沿いにある鍾乳洞。1927年（昭和2年）4月8日に「風連洞窟」として国の天然記念物に指定されている。

## 概要
1926年（大正15年）2月14日に地元の波津久雲渓および青年団によって発見され、翌年の1927年には天然記念物に指定された。
出入口が一方にしかない閉塞型の鍾乳洞で、外気の侵入が少なく風化が抑えられる上、発見されるまで人による影響もなかったため、繊細に成長した鍾乳石の形状と、美しい白色とがよく保たれている。
社団法人日本ケイビング協会初代会長で愛媛大学元教授の山内浩は、本洞を「日本で一番美しい記念物であり、代表的な鍾乳洞である」と評している。
鍾乳洞は、新旧2つの洞からなる。旧洞は奥行きが約500mあり、金世界、銀世界、龍宮城の3つの区域に分けられている。最も奥に広がる龍宮城の中心には、高さ10m、周囲16mの範囲に100本以上にのぼる石筍群がそびえ、競秀峰と呼ばれる一番の見どころとなっている。旧洞の発見の翌月の1926年3月3日に発見された新洞は、旧洞の山上約100mにあり、奥行きは約82mである。

## ギャラリー

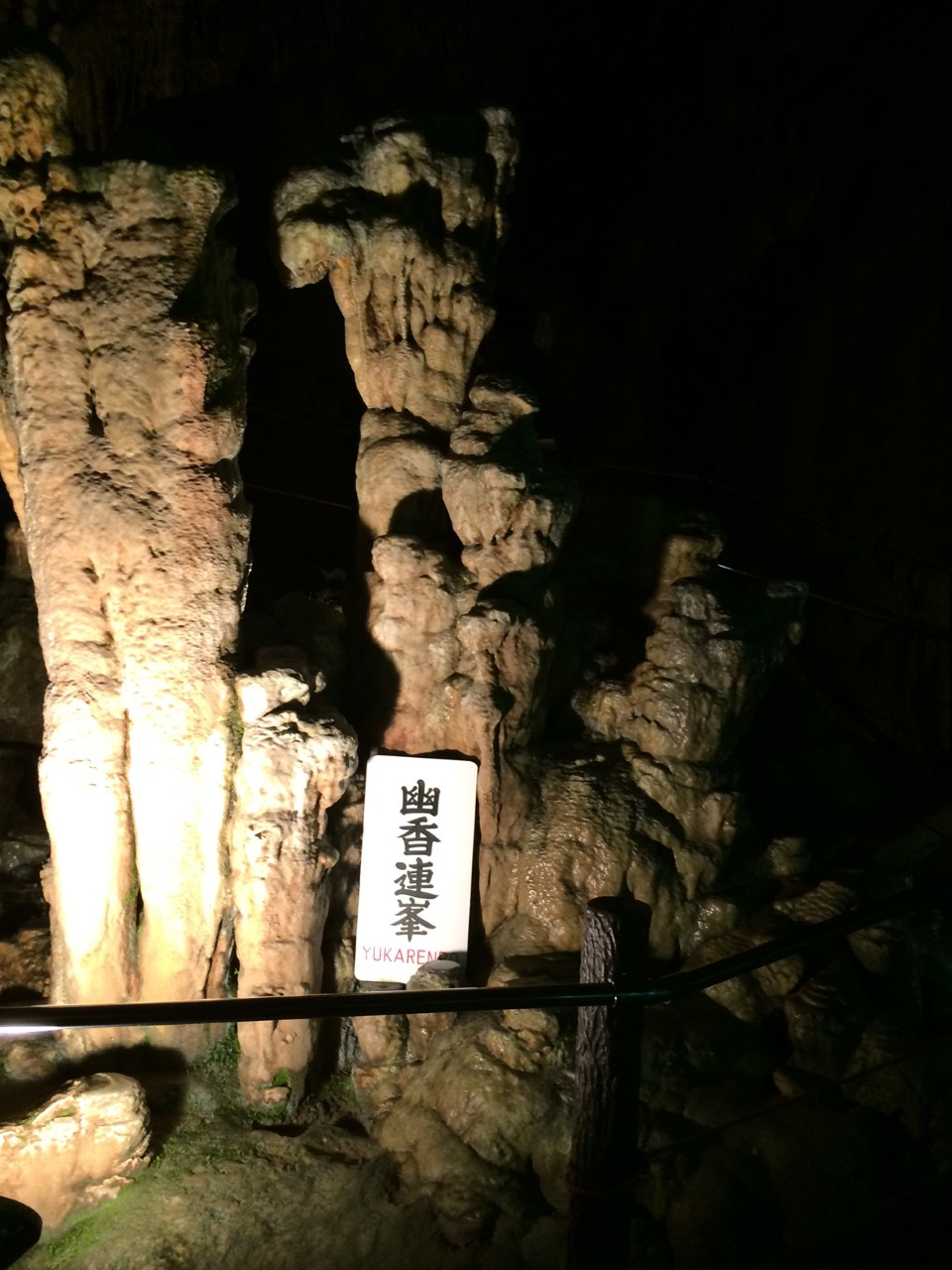
風連鍾乳洞 幽香連峯
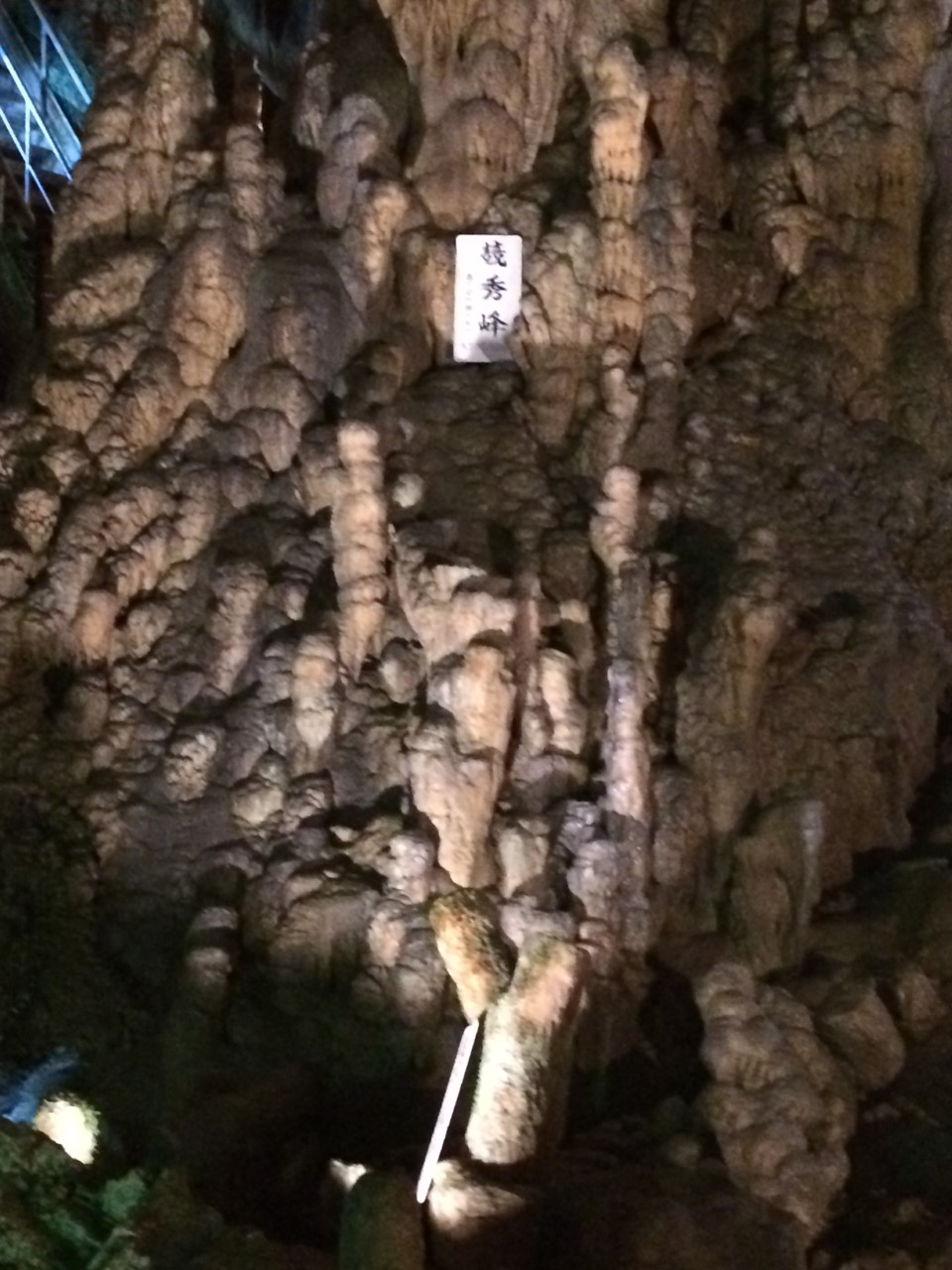
風連鍾乳洞 競秀峯
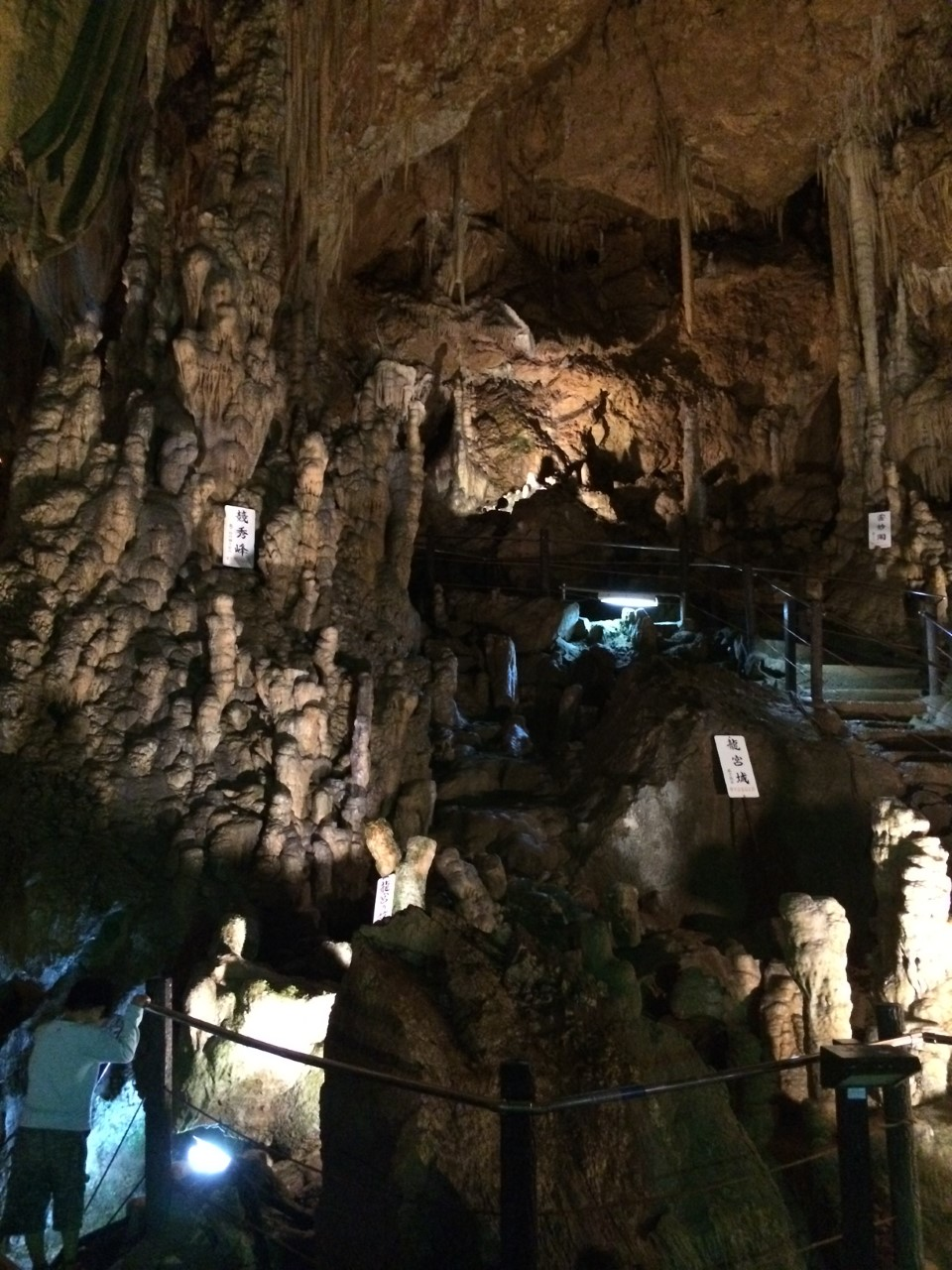
風連鍾乳洞 内部
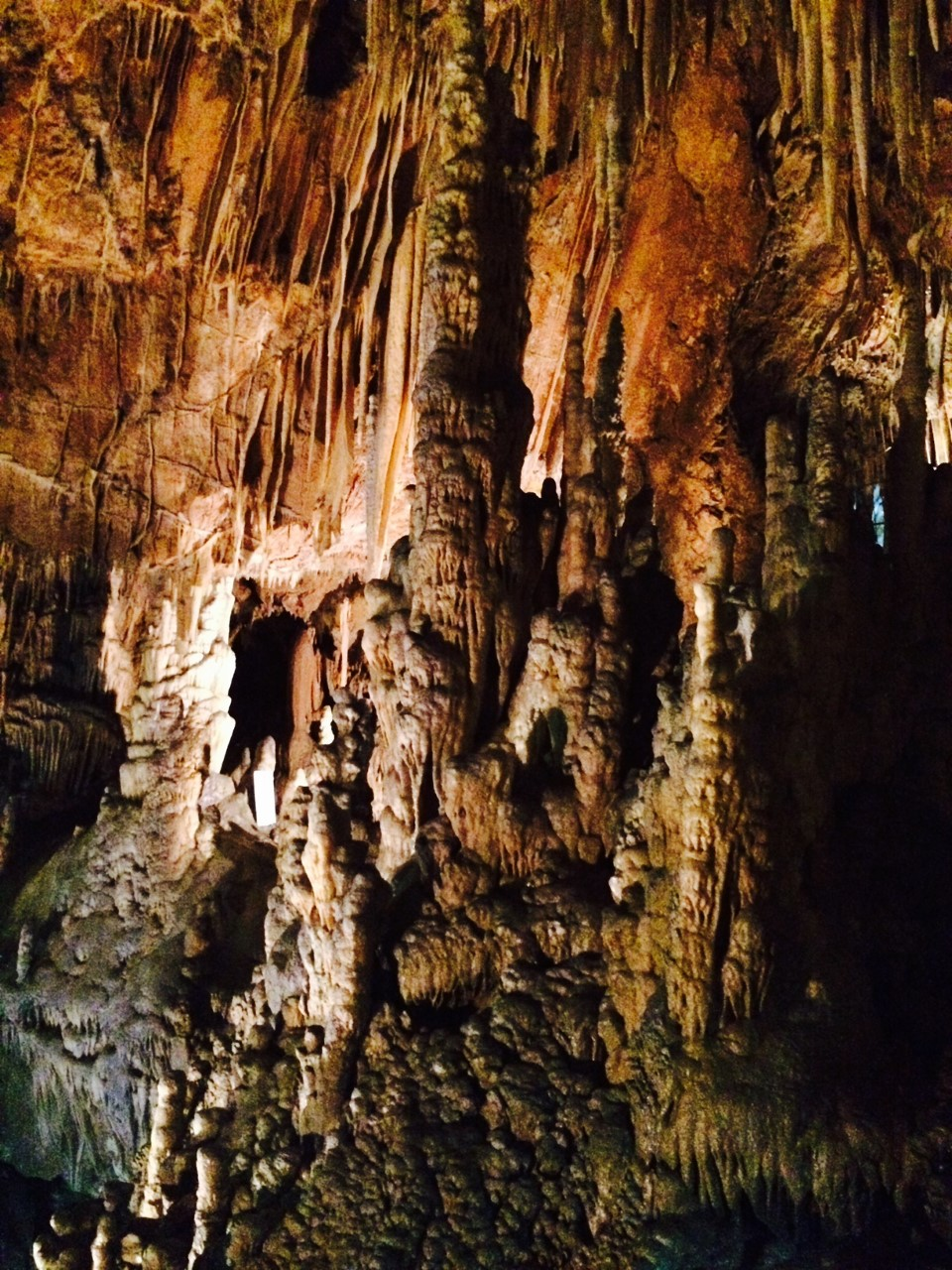
風連鍾乳洞 内部
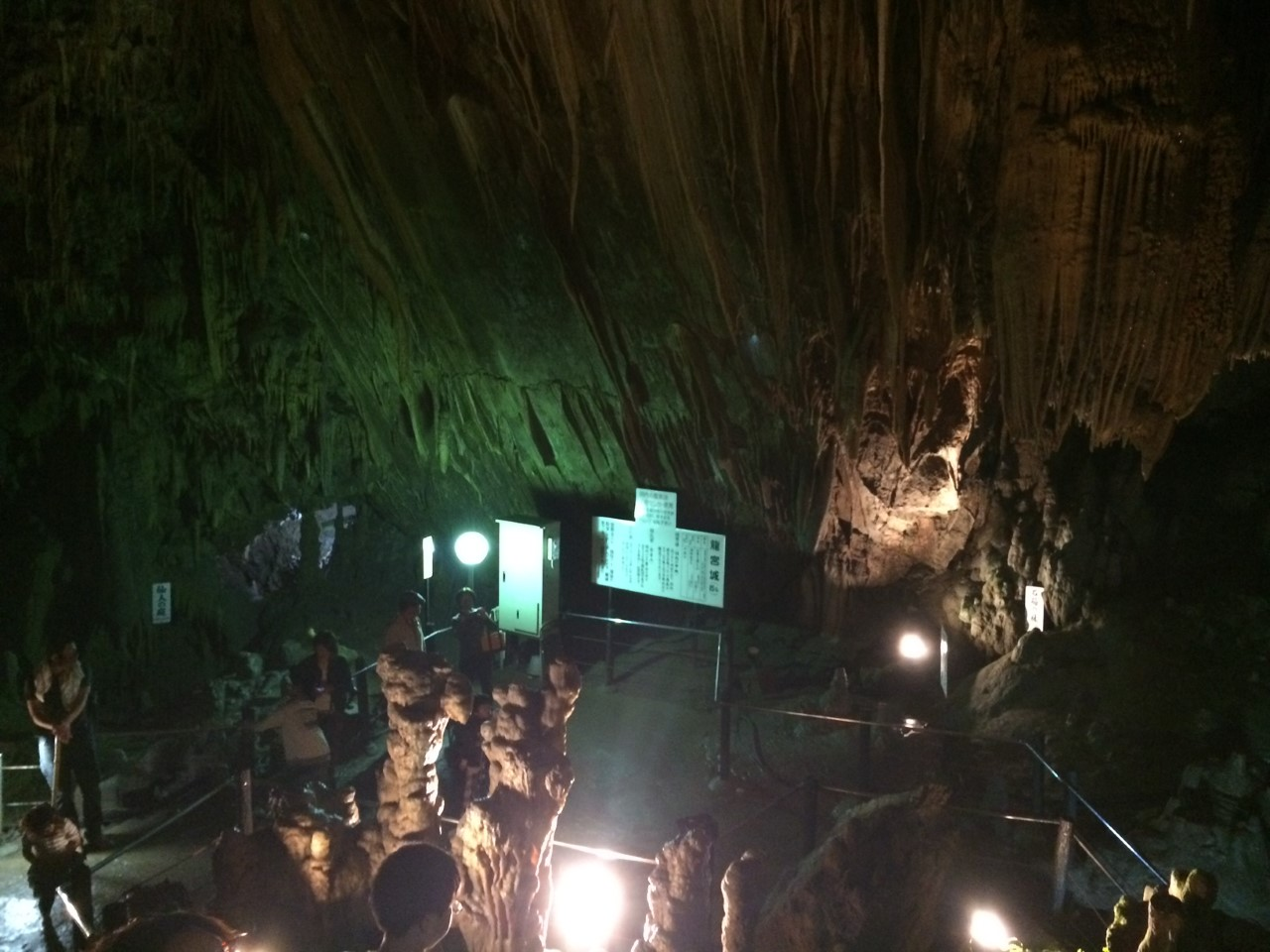
風連鍾乳洞 内部